# Wilhelm Paul Schreiber

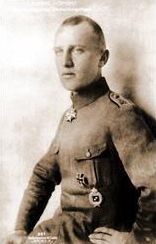
Willy Schreiber

Wilhelm Paul Schreiber (* 21. Dezember 1893 in Bramsche; † 30. Mai 1918 bei Ypern) war ein preußischer Offizier und Infanterieflieger im Ersten Weltkrieg.

## Leben
Als Sohn eines Apothekers besuchte Schreiber das Realgymnasium in Quakenbrück. Nach dem Abitur Ostern 1913 studierte er Rechtswissenschaft an der Albert-Ludwigs-Universität Freiburg. Am 29. April 1913 renoncierte er als Fuchs beim Corps Suevia Freiburg. Am 6. März 1914 wurde er recipiert. Noch aktiver Corpsbursche und cand. iur., meldete er sich zu Beginn des Ersten Weltkriegs, am 15. August 1914, als Freiwilliger bei der II. Ersatz-Abteilung des Ostfriesischen Feldartillerie-Regiments Nr. 62 in Oldenburg. Nach kurzer Ausbildung kam er am 31. Oktober 1914 zum Reserve-Feldartillerie-Regiment Nr. 20 an die Front. Zunächst der I. Munitionskolonne zugeteilt, wurde Schreiber am 6. Januar 1915 zur 1. Batterie des Regiments versetzt und am 25. August 1916 zum Leutnant der Reserve befördert. Bis Mitte 1916 nahm Schreiber an allen Kampfhandlungen seines Regiments teil. 
Auf eigenen Wunsch wechselte er zur Fliegertruppe. Am 15. November 1916 wurde er zum Armee-Flugpark I für die Prüfung auf Beobachtereignung kommandiert und am 23. November 1916 zur Flieger-Beobachter-Schule nach Königsberg versetzt. Am 17. Januar 1917 wurde er zur Feldflieger-Abteilung (A) 221 an die Westfront kommandiert und am 14. Februar 1917 zur Abteilung versetzt. In der Siegfriedstellung leisteten Schreiber und sein Pilot Schäfer vorzügliche Aufklärung der gegnerischen Front. Vor allem im März 1917 bestanden sie schwere Luftkämpfe und überlebten mehrere Notlandungen. Bei einem Aufklärungsflug am 18. Mai 1918 fotografierten sie den Abschuss eines SPAD S.XIII. Zwei Wochen später wurde Schreiber vom Großen Hauptquartier telefonisch die Verleihung des Pour le Mérite mitgeteilt. Am nächsten oder selben Tag, am 30. Mai 1918, wurden Schäfer und Schreiber von Erd-MG abgeschossen. Schreibers Leichnam wurde in der Nacht geborgen. Schweres Artilleriefeuer verhinderte die Bergung des eingeklemmten Piloten. Feldwebel Heinrich Ernst Schäfer (* 1893) wurde postum am 11. Juni 1918 mit dem Goldenen Militärverdienstkreuz geehrt.
Der Anruf aus dem Großen Hauptquartier war verfrüht. Der Vorschlag wurde erst am 3. Juni 1918, nach Schreibers Tod, durch den Kommandierenden General der Luftstreitkräfte dem Militärkabinett vorgelegt. In Unkenntnis seines Todes kam er auch auf die Vorschlagsliste für den Allerhöchsten Vortrag am 8. Juni 1918; in der Order vom 11. Juni ist Schreiber gestrichen mit dem Zusatz „bereits am 30. Mai 1918 gestorben“. Schreiber ist somit die einzige Person, die mit der höchsten preußischen Tapferkeitsauszeichnung postum ausgezeichnet wurde.
Der im Alter von 25 Jahren gefallene Schreiber wurde zunächst auf dem Friedhof Iseghem II bestattet, der in den 1950er Jahren aufgelöst wurde. Seither ruht er auf dem Soldatenfriedhof in Menen, Endgrablage Block M, Grab 953.
In Berlin-Tempelhof ist der Schreiberring nach ihm benannt.

## Auszeichnungen
- Eisernes Kreuz I. Klasse am 7. Juni 1917
- Ritterkreuz des Königlichen Hausordens von Hohenzollern mit Schwertern am 7. März 1918